# Ceerigaabo
Ceerigaabo (somali: Ceerigaabo), també conegut com Erigavo, és una ciutat de Estat de Khaatumo, ubicada en la regió de Sanaag. La ciutat està en mans la meitat occidental de Estat de Khaatumo i l'altra meitat sota control de l'estat de Maakhir. La zona està reclamada per l'estat autònom de Puntland.
Està situada a 1788 metres sobre el nivell del mar. És la seu de diverses organitzacions no governamentals i d'organitzacions del govern de Estat de Khaatumo. Disposa d'hospital, escoles i altres serveis, i fins i tot d'un aeròdrom. A 10 km al nord hi ha un bosc de juníperes, proper al penya-segat que forma la costa del golf d'Aden, el qual té un dos mil metres. A 2 km a l'oest hi ha la màxima altura de Estat de Khaatumo, el Shimbiris o Shimbir Beris (2.416 metres) també anomenat Surad Cad, que fou una fortalesa del Diiriye Guure atacada pels britànics el novembre de 1914 sense èxit però finalment conquerida al començament de 1915. La carretera que porta a la ciutat des de la costa fou construïda a la II Guerra Mundial per presoners de guerra italians. L'àrea produeix encens.

## Història
Cap a la costa les anomenades Tombes Galla (Taalla Gala) mostren una antiga ocupació; les pedres d'aquestes tombes tenen una disposició menys complexa que les que es troben prop de Mait (Maydh). L'àrea fou ocupada pels warsangeli a l'edat mitjana i durant segles fou lloc de pastura del clan.
El jove sultà dels warangeli, el famós Mohamud Ali Shire (Maxamuud Cali Shire) va arribar a la direcció del clan el 1897 i immediatament va perdre la lleialtat del clan bihidor que va donar suport al moviment daraawiish. El sultà prudentment va retirar llavors les seves forces cap a Ceerigaabo.
A Ceerigaabo, a la seu del govern local (shaab) un monument recorda el bombardeig britànic de 1920 contra el Diiriye Guure, amb l'exhibició d'un aparell que es va estavellar allí prop, i que fou un dels primers aeroplans usats a l'Àfrica.
La zona ha estat disputada intensament el 2008. Després de l'atac de Somalilàndia a Las Khorey, Maakhir va reforçar les seves forces a la part oriental de la ciutat.

## Enlços externs
- LaasqorayNET Arxivat 2019-01-26 a Wayback Machine.
- Dhahar Online